# Paul Bekker
Paul Bekker (11 de setembro de 1882 – 7 de março de 1937) foi um dos mais articulados e influentes críticos musicais da Alemanha do século XX.
A livraria de música da Universidade de Yale dispõe de uma coleção de Paul, e contém uma grande variedade de letras, documentos, recibos, fotografias, pinturas e outros pertences dele.